# University of Rhode Island
University of Rhode Island (förkortat URI) är ett universitet. Det finns i delstaten Rhode Island i USA, som grundades 1888 som en jordbruksskola. 1892 bytte det namn till Rhode Island College of Agriculture and Mechanic Arts och 1909 till Rhode Island State College innan nuvarande namn antogs 1951.

### Fotnoter
1. ↑  ”URI History and Timeline” (på engelska). University of Rhode Island. Arkiverad från originalet den 4 oktober 2015. https://web.archive.org/web/20151004120502/http://web.uri.edu/about/history-and-timeline/. Läst 6 november 2015.